# Minibiotus subjulietae
Minibiotus subjulietae är en djurart som tillhör fylumet trögkrypare, och som först beskrevs av Horning, Schuster och Albert A. Grigarick 1978.  Minibiotus subjulietae ingår i släktet Minibiotus och familjen Macrobiotidae. Inga underarter finns listade i Catalogue of Life.